# Удине
У́дине (итал. Udine, вен. Ùdine, фриул. Udin, нем. Udin, словен. Videm) — город в итальянском регионе Фриули-Венеция-Джулия, административный центр одноимённой провинции. Расположен на северо-востоке Италии, между адриатическим побережьем и Альпами, менее чем в 40 км от границы со Словенией. Численность населения города — 99 244 человек в 2016 году, численность городской агломерации — 176 000 человек.
Покровителями города почитаются святые Гермагор и Фортунат, празднование 12 июля.

## Этимология
Первое известное упоминание Удине — в латинской записи — относится к 983 году (в форме Udene) и к приблизительно 1000 году (в форме Utinum). Происхождение названия не вполне ясно. Согласно существующей гипотезе, оно имеет доримское происхождение и связано с индоевропейским корнем *ou̯dh- 'вымя', имевшим также образный смысл 'холм'.

## История
Первое упоминание о городе Удине — 983 год, когда император Оттон II Рыжий пожертвовал замок Utinum Аквилейскому патриархату. В Средние века Удине — главный политический и экономический центр не только патриархата, но и всего Фриули.
После 1420 года Удине, как и весь Фриули, входил в состав Венецианской республики. Неоднократно подвергался набегам турок. По результатам австро-итальянской войны (1866) уступлен Габсбургами Италии.
Удине продолжает быть важным центром фриульской культуры, здесь находится Общественная библиотека Винченцо Йоппи, крупнейшая во Фриули. В 1963 году Удине и его провинция вместе с Триестом, Горицией и Порденоне образовали самоуправляемую область Фриули — Венеция-Джулия.

## Известные личности
- Мауро Скоччимарро (1895—1972) — политик, член ИКП, министр, член Сената (1948—1972).
- Джованни Джузеппе Маринелли (1846—1900) — географ.

## Города-побратимы
| - Филлах, (Австрия) - Ресистенсия (Аргентина) - Дилижан (Армения) - Эслинген-ам-Неккар (Германия) - Альбасете (Испания) - Уинсор (Канада) | - Медельин (Колумбия) - Схидам (Нидерланды) - Веленье (Словения) - Норрчёпинг (Швеция) - Нит-Порт-Толбот (Уэльс) - Вьен (Франция) |